# Alex Molčan
Alex Molčan (n. 1 decembrie 1997) este un jucător de tenis slovac. Cea mai bună clasare a sa la simplu este locul 38 mondial, la 23 mai 2022. În prezent, este jucătorul de tenis nr. 1 slovac la simplu. Molčan a ajuns la trei finale ATP 250 la Belgrad Open 2021, în Maroc 2022 și la ATP Lyon Open 2022. De asemenea, a ajuns la unsprezece finale ITF de simplu, cu un record de 6 victorii și 5 înfrângeri, care include un rezultat de 2–2 în finalele ATP Challenger. În plus, a ajuns la cinci finale ITF de dublu în carieră, cu un record de 2 victorii și 3 înfrângeri, inclusiv un rezultat de 1–3 în finalele ATP Challenger.